# Ma Wan (pintor)
Avís: Ma Wan és el nom d'una illa de Hong Kong.

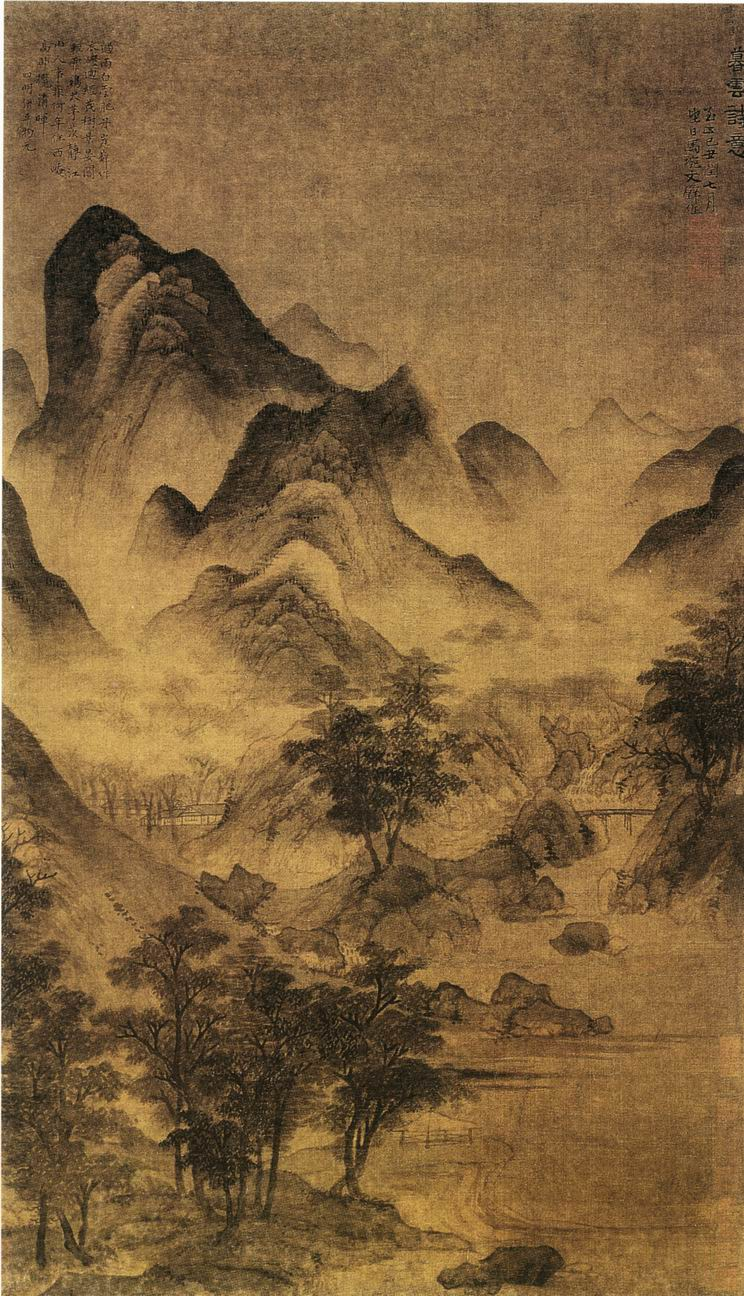
Visió poètica dels núvols al crepuscle (Museu de Xangai), 1349

Ma Wan (xinès simplificat: 马琬; xinès tradicional: 馬琬; pinyin: Mǎ Wǎn), conegut també com a Wenbi fou un alt funcionari, pintor, poeta i cal·lígraf que va viure sota la dinastia Yuan.
No es coneixen les dates exactes del naixement i de la mort de Ma Wan. En relació al lloc on va néixer, era originari de Jiangning o Qinhuai, actualment Nanjing, província de Jiangsu encara que altres fonts citen Songjiang, en l'actualitat Xangai i les més antigues Fufeng, actualment província de Shaanxi (segons nota del llibre de Schafer).
Ma, pintor paisatgista que en les seves obres mostraven un toc clar i lleuger, va aprendre de Yang Weizhen i el seu estil es va inspirar en el de Guan Yuanren. Es troben obres seves en els següents museus: Museu d'Art de Cincinnati (USA], Museu del Palau de Pequín (Xina), Museu de Xangai (Xina) i Museu Nacional del Palau de Taipei (Taiwan).